# پیتروویتسه ویلکیه
پیتروویتسه ویلکیه (به لهستانی:  Pietrowice Wielkie) یک روستا در لهستان است که در گمینا پیتروویتسه ویلکیه واقع شده‌است. پیتروویتسه ویلکیه ۲٬۴۰۰ نفر جمعیت دارد.

## نگارخانه

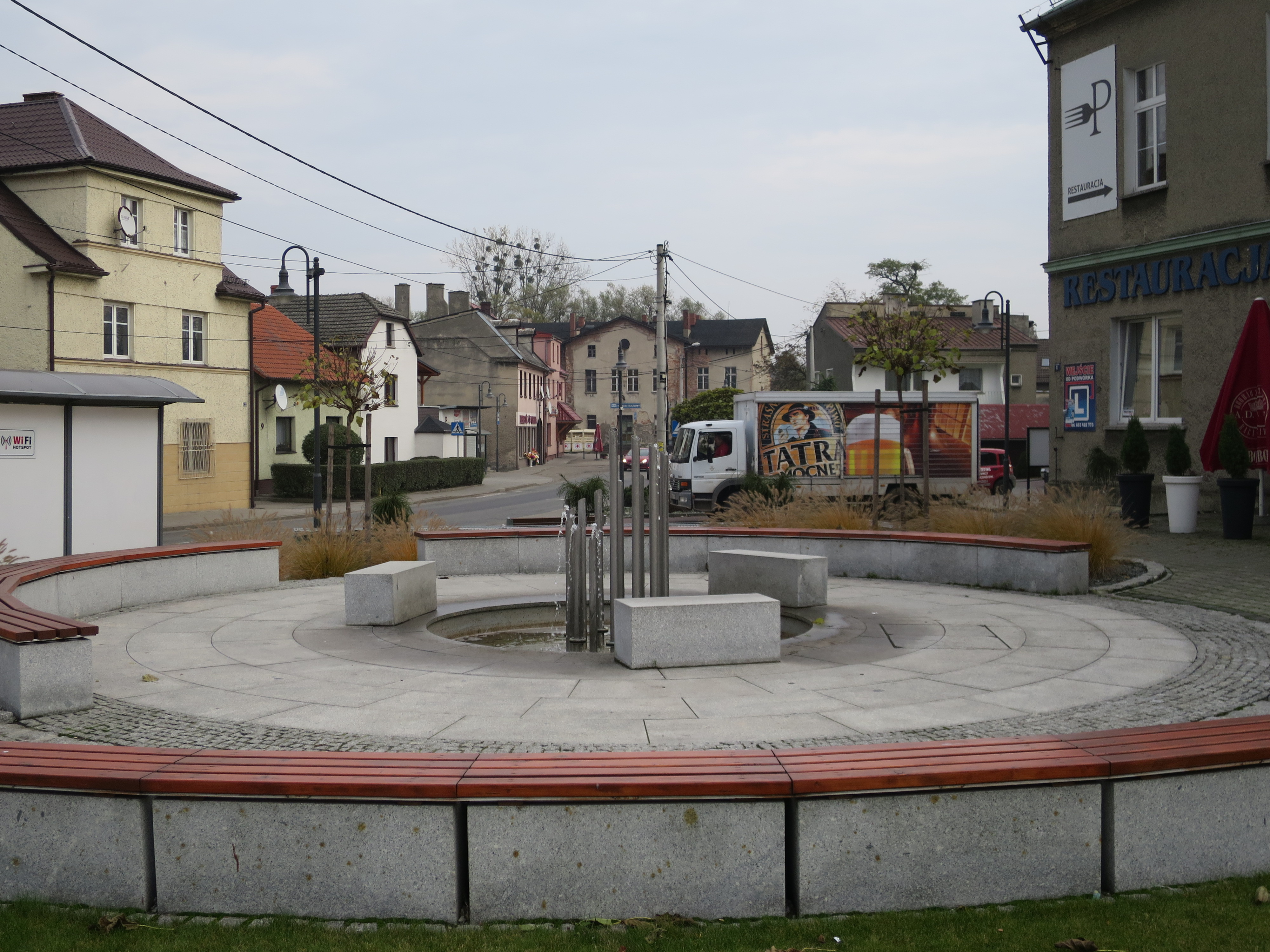
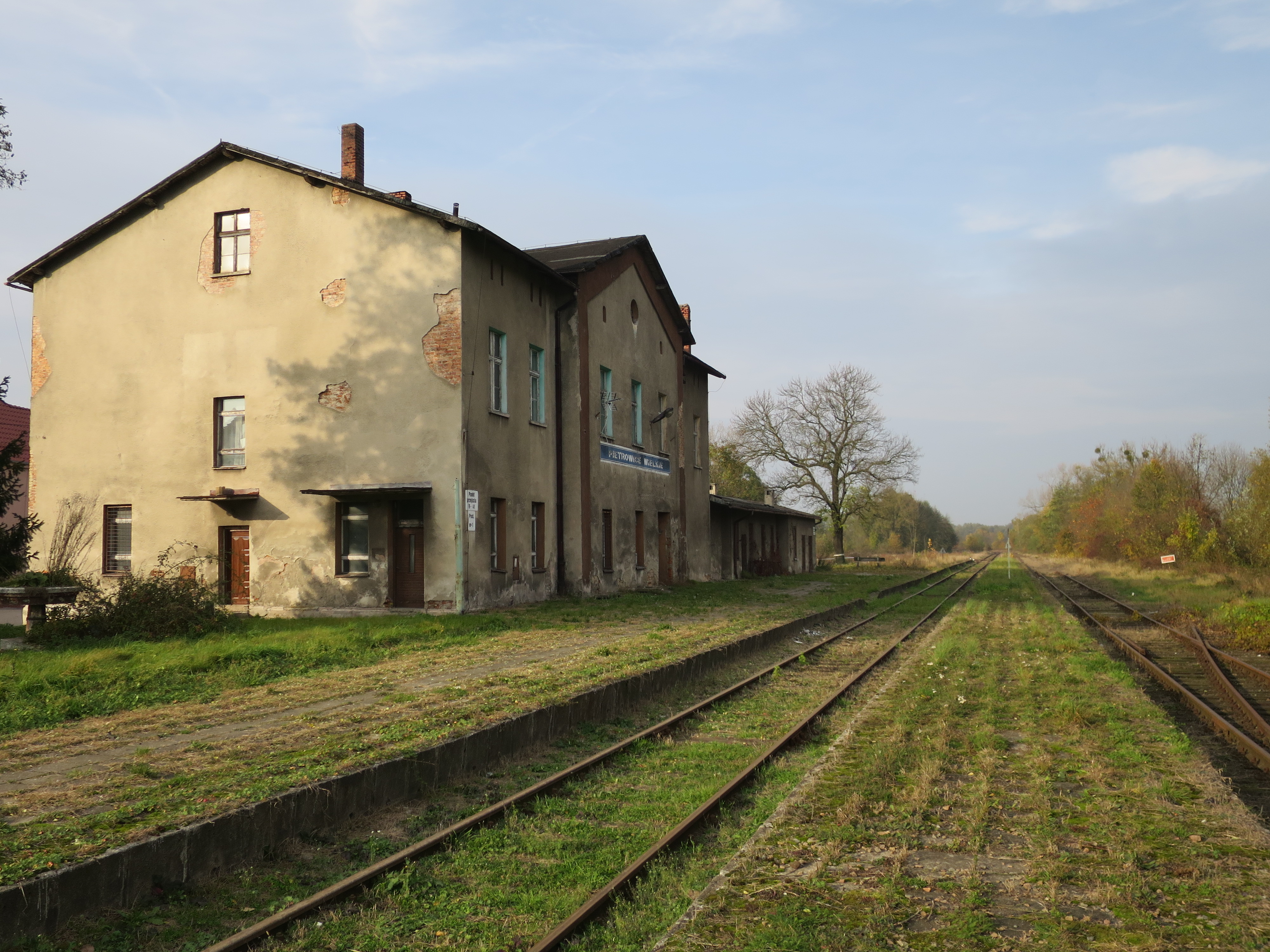
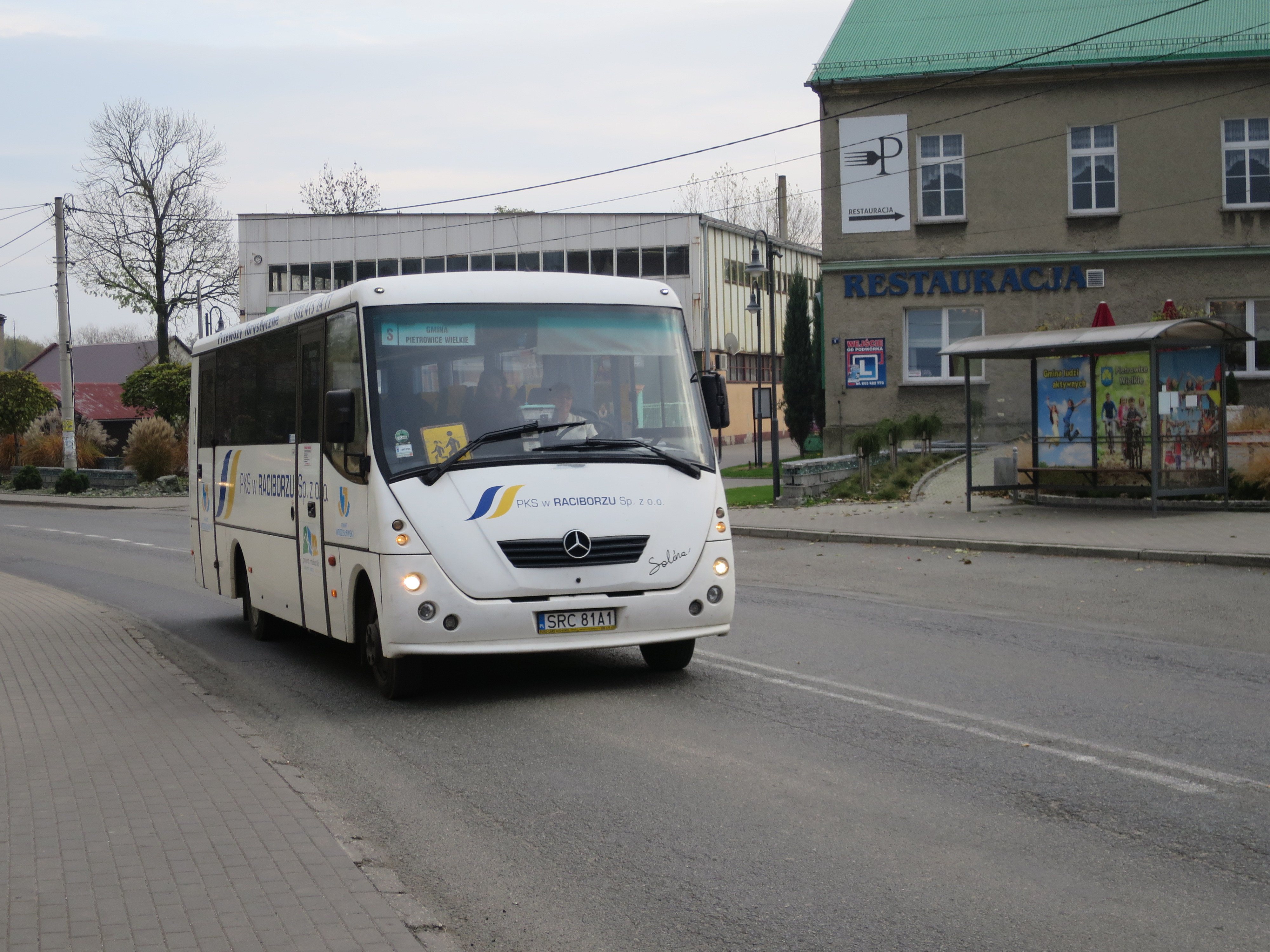